# Эми (сумон)
Сумон Эми — административно-территориальная единица (сумон) и муниципальное образование со статусом сельского поселения в Тере-Хольском кожууне Тывы Российской Федерации.
Административный центр и единственный населённый пункт сумона — село Оттук-Даш.

## История
Cумон образован в 2005 году согласно Закону Республики Тыва от 28 декабря 2005 года N 1486 ВХ-I «Об образовании сумонов Балыктыг, Каргы и Эми в Тере-Хольском кожууне Республики Тыва».

## Население
| 2017 |
| ---- |
| 172  |